# Contea di Atoka
La contea di Atoka (in inglese Atoka County) è una contea dello Stato dell'Oklahoma, negli Stati Uniti. La popolazione al censimento del 2010 era di 14 182 abitanti. Il capoluogo di contea è Atoka.

## Centri abitati
| - Atoka - Bentley - Bethany - Blackjack - Boehler - Boggy Depot - Bruno - Burg - Caney - Centerpoint - Chockie - Cook - Crystal - Daisy - Dok | - East Allison - East Talico - Farris - Flora - Forrest Hill - Fugate - Goss - Grassy Lake - Half Bank Crossing - Harmony - Hickory Hill - High Hill - Hopewell - Iron Stob - Lane - Limestone Gap | - Lone Pine - Mayers Chapel - McGee Valley - Mt. Carmel - Mt. Olive - Negro Bend - New Hope - Nix - Old Farris - Patapoe - Payton Crossing - Pine Springs - Plainview - Pleasant Hill - Redden - Reynolds | - Rock Springs - Standing Rock - Star - Stringtown - Taloah - Tushka - Valley View - Voca - Wards Chapel - Wardville - Webster - Wesley - West Allison - West Telico - Wilson |

## Politica
| Anno | Repubblicani | Democratici |
| ---- | ------------ | ----------- |
| 2012 | 74% 3 534    | 26% 1 241   |
| 2008 | 71,9% 3 511  | 28,1% 1 370 |
| 2004 | 61,8% 3 142  | 38,2% 1 946 |
| 2000 | 54,9% 2 375  | 44,1% 1 906 |